# Regionale raad van Gush Etzion
De regionale raad van Gush Etzion (Hebreeuws: מועצה אזורית גוש עציון) is een regionale raad van Israël. Het omvat een aantal Israëlische nederzettingen op de bezette Westelijke Jordaanoever in het Gouvernement Bethlehem. Deze liggen binnen de Groene Lijn, de in 1949 vastgestelde grens tussen Israël en de Palestijnse Westelijke Jordaanoever. Door de bouw van de Israëlische Westoeverbarrière, met militaire controleposten (checkpoints), zijn de Palestijnse dorpen van dit gebied afgescheiden en is dit gebied min of meer bij Israël getrokken. De aangelegde wegen en tunnels zijn alleen toegankelijk voor de bewoners van de nederzettingen.

## Nederzettingen en outposts
| - Alon Shvut - Bat Ayin - Carmei Tzur - Gvaot - Elazar - Har Gilo - Kfar Etzion - Migdal Oz - Neve Daniel - Rosh Tzurim - Sde Boaz (Neve Daniel North) | - Ibei Hanachal - Kedar - Kfar Eldad - Ma'ale Amos - Ma'ale Rehav'am - Metzad - Nokdim - Pnei Kedem - Tekoa |

## Weblinks
- New Outpost on Land Where the JNF Evicted Palestinians near Bethlehem. Peace Now, 5 okt 2019

Abu Basma · Alona · al-Batuf · Be'er Tuvia · Beit She'an Vallei · Bnei Shimon · Brenner · Bustan al-Marj · Centraal Arava · Drom HaSharon · Esjkol · Gan Raveh · Gederot · Gezer · Gilboa · Golan · Gush Etzion · Har Hebron · Hefervallei · Hevel Eilot · Hevel Modi'in · Hevel Yavne · Hof Ashkelon · Hof HaCarmel · Hof HaSharon · Jizreëlvallei · Emek HaYarden · Bik'at HaYarden · Lakhish · Lev HaSharon · Lodvallei · Lager Galilea · Ma'ale Yosef · Mateh Asher · Mateh Binyamin · Mateh Yehuda · Megiddo · Megilot · Menashe · Merhavim · Merom HaGalil · Mevo'ot HaHermon · Misgav · Nahal Sorek · Ramat HaNegev · Sha'ar HaNegev · Sdot Negev · Shafir · Shomron · Tamar · Hoger Galilea · Yoav · Zevoeloen